# BGR
Boy Genius Report（又称BGR）是一个科技类网站，内容涉及消费电子产品、娱乐、游戏、科学等話題。該網站於2006年10月由匿名网络红人Boy Genius(也称BG/BGR)创立。2010年4月27日，BGR被Penske传媒公司收购（Penske Media Corporation）。